# Mellor-Gletscher
Der Mellor-Gletscher ist ein Gletscher im ostantarktischen Mac-Robertson-Land. Er fließt in nordnordöstlicher Richtung zwischen dem Mount Newton und dem Mount Maguire in den Prince Charles Mountains und verschmilzt mit dem Collins-Gletscher unmittelbar vor der Einmündung am Patrick Point in den Lambert-Gletscher.
Kartiert wurde er anhand von Luftaufnahmen, die 1956 im Rahmen der Australian National Antarctic Research Expeditions entstanden. Das Antarctic Names Committee of Australia (ANCA) benannte ihn nach dem Glaziologen Malcom Mellor (1933–1991), der 1957 auf der Mawson-Station und von 1961 bis 1991 als Ingenieur für das US-amerikanische Cold Regions Research and Engineering Laboratory tätig war.